# Australomimetus mendicus
Espèce
Synonymes
- Mimetus mendicus O. Pickard-Cambridge, 1880
- Mimetus atricinctus  Urquhart, 1892

Australomimetus mendicus est une espèce d'araignées aranéomorphes de la famille des Mimetidae.

## Distribution
Cette espèce est endémique de Nouvelle-Zélande.

## Publication originale
- O. Pickard-Cambridge, 1880 : On some new and rare spiders from New Zealand, with characters of four new genera. Proceedings of the Zoological Society of London, vol. 1879, p. 681-703 (texte intégral).